# (9976) 1993 TQ
(9976) 1993 TQ là một tiểu hành tinh vành đai chính. Nó bay quanh Mặt Trời theo chu kỳ 4.42 năm.
Được phát hiện ngày 9 tháng 10 năm 1993 bởi S. Shirai và S. Hayakawa, Tên chỉ định của nó là 1993 TQ.